# センバ
センバ（Semba）は、南部アフリカに位置するアンゴラ共和国の伝統音楽の様式である。センバはアフリカに起源をもつ様々な音楽様式の前身であり、3つのうち特に有名なものとしてはサンバ（ブラジル）、キゾンバ（カリブ海のリズム、ズーク直系のアンゴラの音楽様式）、クドゥーロ（またはクドゥール、精力的な、テンポの早いいわばアンゴラのテクノ/ハウス音楽）が挙げられる。センバは珍しいマセンバから来ており、マセンバは｢腹を触ること｣を意味しており、これはセンバ・ダンスを特徴付けた。
ボンガとして知られるアンゴラの人気歌手、バルセーロ・カルヴァーリョは、ほぼ間違いなくアンゴラで最も成功したアーティストであり、センバを国際的に普及させた。センバは通常ワールド音楽に分類される。
センバの主題はしばしばcautionary tale、もしくは日々の生活や、社会的イベント、社会活動に関連した物語であり、通常機智に富んだレトリックが用いられる。センバの音楽を通して、アーティストは感情の幅広いスペクトラムを伝えることが可能である。この特徴は、センバをアンゴラ社会で最もバラエティに富んだ第一の音楽様式としている。その多才さは葬式から、他方では多くのアンゴラのパーティーに至るまで、明らかにセンバを不可欠の存在としている。
センバは今日のアンゴラで、ポルトガルからの独立以前からとても活発かつ人気を保っている。様々な新しいセンバのアーティストが毎年アンゴラに現れ、センバは現在ズーク、コンパ、メレンゲ、ルンバなどの他のリズムと融合する一方、未だに伝統的な楽器が用いられている。センバに関連する他の様式としてはレビータが挙げられ、レビータはヨーロッパのライン・ダンスにインスパイアを受け、カズクータやカベトゥーラと同様にまずカルナヴァルの音楽である。